# حاصل کارگه کون و مکان این همه نیست
غزلی با مطلع «حاصل کارگه کون و مکان این همه نیست»، غزل شمارهٔ ۷۴ از دیوانِ حافظ در تصحیحِ محمد قزوینی و قاسم غنی است.

## در اجراها
محمدرضا شجریان در برنامهٔ شمارهٔ ۹۲ از مجموعهٔ گل‌های تازه این غزل را در دستگاهِ چهارگاه اجرا کرده است.